# Битър
Битър (на английски: Bitter) известен и като Английски пейл ейл (на английски: English Pale Ale) е традиционна английска бира, тип ейл, със златист до тъмно-кехлибарен цвят с изразена горчивина и характерен аромат на хмел и малц с плодови нотки. Алкохолно съдържание: 3 – 7 об.%

## История
Битърът възниква като самостоятелен стил бира в края на XIX век, когато в английските пъбове възниква необходимостта да се продава прясно пиво, което се съхранява в избите за кратък период от няколко дни. Битърът като стил е разновидност на светлия ейл (Pale Ale), но често има по-тъмен цвят – до бронзов или меден, което се дължи на използването на малко по-тъмни кристални малцове.

## Видове
Английският битър се произвежда в следните разновидности:
- Обикновен битър или Стандартен битър (Standard/Ordinary Bitter).

Първоначално това е ейл, съхраняван в бурета, който се предлага само свеж, без налягане (на самотек или изпомпван с ръчна помпа) при избена температура (т.е. „real ale“, риъл ейл).
Битърът е създаден като алтернатива на провинциалния пейл ейл в началото на ХХ век и получава широко разпространение. Това е най-лекият от битър ейловете. Известен е и само под името „битър“. Някои съвременни разновидности се правят изключително от светъл малц и са известни под името „златисти или летни битъри“. Цветът е от светло жълт до светло меден. Прозрачността е добра до блестяща. Образува умерено висока пяна с бял до жълтеникав цвят. Отличава се със средна до силна горчивина, умерен привкус на хмел и малц. Битърът е определено горчив. Има лек аромат на малц и хмел, с нотки на карамел. Алкохолно съдържание: 3,2 – 3,8 %.
Типични търговски марки са: Boddington's Pub Draught, Fuller's Chiswick Bitter, Oakham Jeffrey Hudson Bitter (JHB), Young's Bitter, Brakspear Bitter, Adnams Bitter;
- Специален битър, известен и като Бест битър и Премиум битър (Special/Best/Premium Bitter).

Първоначално това е ейл, съхраняван в бурета, който се предлага само свеж, без налягане (на самотек или изпомпван с ръчна помпа) при избена температура (т.е. „real ale“, риъл ейл). Цветът е от средно жълт до средно меден. Прозрачност от добра до блестяща. Образува малка до умерена пяна с цвят от бял до цвят бяла нощ. По-осезаем малцов вкус, в сравнение с обикновения битър. Горчивината е средна до висока с хмелен привкус. Лек малцов аромат, с нотки на карамел и плодове. Алкохолно съдържание: 3,8 – 4,6 %.
Типични търговски марки са: Fuller's London Pride, Coniston Bluebird Bitter, Timothy Taylor Landlord, Robinson's Northern Glory, Shepherd Neame Masterbrew Bitter, Greene King Ruddles County Bitter, RCH Pitchfork Rebellious Bitter, Brains SA, Harviestoun Bitter and Twisted, Goose Island Honkers Ale, Rogue Younger's Special Bitter;
- Екстра специален битър, известен и като Силен битър (Extra Special/Strong Bitter).

Силните битъри може да се разглеждат като по-плътни версии на премиум битърите (макар и не задължително като „по-премиумни“, доколкото премиум битърите традиционно са по-добрия продукт на пивоварната). Доколкото във Великобритания бирата се продава с оглед алкохолното ѝ съдържание, силните битъри често имат мирис на спирт. В наши дни в Англия ESB (Екстра Спешъл битър) е уникална марка на пивоварната Fullers. В САЩ с това название се обозначава малцовия, горчив, червеникав ейл от английски тип със стандартно за САЩ алкохолно съдържание.
Силните битъри имат по-изразен малцов и хмелен вкус, в сравнение със специалните битъри. Цветът е от златист до тъмномеден. Прозрачност от добра до блестяща. Образува бяло-жълтеникава малка до умерена пяна. Горчивината е средна до висока с хмелен привкус. Лек малцов аромат, с нотки на карамел и плодове. Алкохолно съдържание: 4,6 – 6,2 %.
Типични търговски марки са: Fullers ESB, Adnams Broadside, Shepherd Neame Bishop's Finger, Samuel Smith's Old Brewery Pale Ale, Bass Ale, Whitbread Pale Ale, Shepherd Neame Spitfire, Marston's Pedigree, Black Sheep Ale, Vintage Henley, Mordue Workie Ticket, Morland Old Speckled Hen, Greene King Abbot Ale, Bateman's XXXB, Gale's Hordean Special Bitter (HSB), Ushers 1824 Particular Ale, Hopback Summer Lightning, Redhook ESB, Great Lakes Moondog Ale, Shipyard Old Thumper, Alaskan ESB, Geary's Pale Ale, Cooperstown Old Slugger